# Santa Rosa de Calchines
Santa Rosa de Calchines é uma comuna da província de Santa Fé, na Argentina.